# Macroptila fuscilaniata
Macroptila fuscilaniata är en fjärilsart som beskrevs av George Francis Hampson 1914. Macroptila fuscilaniata ingår i släktet Macroptila och familjen björnspinnare. Inga underarter finns listade i Catalogue of Life.